# Liste der Diesellokomotiven von ALCO und MLW
Diese Liste enthält eine Übersicht über die bei der American Locomotive Company (ALCO oder ALCo) und deren Tochtergesellschaft und Nachfolgeunternehmen Montreal Locomotive Works (MLW) hergestellten Lokomotiven mit Dieselmotoren von ALCO oder MLW. Die elektrische Ausrüstung wurde von General Electric geliefert, deshalb erfolgte von 1940 bis 1953 die Vermarktung der Fahrzeuge unter der Bezeichnung „ALCo-GE“.
Bereits zwischen 1924 und 1930 produzierte ALCO gemeinsam mit dem Dieselmotorenhersteller Ingersoll-Rand und General Electric die ersten kommerziell erfolgreichen Diesellokomotiven in Nordamerika. Diese sind in der Liste der Diesellokomotiven von Ingersoll-Rand zu finden.

## Frühe Lokomotiven
| Bezeichnung          | Ausführung | Achsfolge | Leistung | Baujahre | Bemerkung          |
| -------------------- | ---------- | --------- | -------- | -------- | ------------------ |
| 60-ton boxcab 1931   | -          | Bo’Bo’    | 220 kW   | 1931     | Versuchslokomotive |
| 300-hp switcher 1931 | -          | Bo’Bo’    | 220 kW   | 1931     |                    |

## Rangierlokomotiven

### Serie HH
| Bezeichnung | Ausführung. | Achsfolge | Leistung | Baujahre  | Bemerkung |
| ----------- | ----------- | --------- | -------- | --------- | --------- |
| 0900        | -           | Bo'Bo'    | 440 kW   | 1931      |           |
| HH600       | -           | Bo'Bo'    | 440 kW   | 1932–1939 |           |
| HH660       | -           | Bo'Bo'    | 485 kW   | 1939–1940 |           |
| HH900       | -           | Bo'Bo'    | 660 kW   | 1937–1939 |           |
| HH1000      | -           | Bo'Bo'    | 735 kW   | 1939–1940 |           |

### Serie S
| Bezeichnung | Ausführung      | Achsfolge | Leistung | Baujahre  | Bemerkung                                                    |
| ----------- | --------------- | --------- | -------- | --------- | ------------------------------------------------------------ |
| S-1         | E-1530          | Bo'Bo'    | 485 kW   | 1940–1950 |                                                              |
| S-2         | E-1540          | Bo'Bo'    | 735 kW   | 1940–1950 |                                                              |
| S-3         | E-1530A         | Bo'Bo'    | 485 kW   | 1950–1957 |                                                              |
| S-4         | E-1540A         | Bo'Bo'    | 735 kW   | 1950–1961 |                                                              |
| S-5         | DL-421A         | Bo'Bo'    | 590 kW   | 1954      |                                                              |
| S-6         | DL-430          | Bo'Bo'    | 660 kW   | 1955–1960 |                                                              |
| S-7         | ME-1000         | Bo'Bo'    | 735 kW   | 1957      |                                                              |
| S-10        | DL-066          | Bo'Bo'    | 485 kW   | 1958      |                                                              |
| S-11        | DL-406          | Bo'Bo'    | 485 kW   | 1959      |                                                              |
| S-12        | DL-410          | Bo'Bo'    | 735 kW   | 1958      |                                                              |
| S-13        | DL-411, DL-411A | Bo'Bo'    | 735 kW   | 1959–1967 |                                                              |
| T-6         | DL-440          | Bo'Bo'    | 735 kW   | 1958–1969 |                                                              |
| SSB-9       | DL-441          | 2xBo'Bo'  | 1470 kW  | 1956      | „Cow and Calf“ – zwei fest gekuppelte A- und B-Einheiten S-6 |

## Streckenlokomotiven

### RS-Serie
| Bezeichnung | Ausführung                        | Achsfolge | Leistung | Baujahre  | Bemerkung |
| ----------- | --------------------------------- | --------- | -------- | --------- | --------- |
| RS-1        | E-1641, E-1641A                   | Bo'Bo'    | 735 kW   | 1941–1960 |           |
| RS-2        | E-1661, E-1661A, E-1661B, E-1661C | Bo'Bo'    | 1105 kW  | 1946–1950 |           |
| RS-3        | E-1662, E-1662A, E-1662B          | Bo'Bo'    | 1175 kW  | 1950–1956 |           |
| RS-10       | DL-700                            | Bo'Bo'    | 1175 kW  | 1954–1957 |           |
| RS-11       | DL-701                            | Bo'Bo'    | 1325 kW  | 1956–1964 |           |
| RS-18       | DL-718                            | Bo'Bo'    | 1325 kW  | 1956–1968 |           |
| RS-23       | DL-811, DL-811A                   | Bo'Bo'    | 735 kW   | 1959–1966 |           |
| RS-27       | DL-640                            | Bo'Bo'    | 1765 kW  | 1959–1962 |           |
| RS-32       | DL-721                            | Bo'Bo'    | 1470 kW  | 1961–1962 |           |
| RS-36       | DL-701                            | Bo'Bo'    | 1325 kW  | 1962–1963 |           |

### RSC-Serie
| Bezeichnung | Ausführung                                 | Achsfolge  | Leistung | Baujahre  | Bemerkung |
| ----------- | ------------------------------------------ | ---------- | -------- | --------- | --------- |
| RSC-1       | …                                          | (A1A)(A1A) | 746 kW   | …         |           |
| RSC-2       | E-1661, E-1661A, E-1661B, E-1661C, E-1661D | (A1A)(A1A) | 1105 kW  | 1946–1949 |           |
| RSC-3       | E-1662, E-1662A                            | (A1A)(A1A) | 1175 kW  | 1950–1952 |           |
| RSC-13      | DL-800                                     | (A1A)(A1A) | 735 kW   | 1955–1957 |           |
| RSC-24      | DL814                                      | (A1A)(A1A) | 1030 kW  | 1959      |           |

### RSD-Serie
| Bezeichnung | Ausführung               | Achsfolge | Leistung         | Baujahre  | Bemerkung                  |
| ----------- | ------------------------ | --------- | ---------------- | --------- | -------------------------- |
| RSD-1       | E-1641, E-1645, E-1646   | Co'Co'    | 735 kW           | 1942–1946 |                            |
| RSD-4       | E-1663, E-1663A, E-1663B | Co'Co'    | 1175 kW          | 1951–1952 |                            |
| RSD-5       | E-1664, E-1664A, E-1664B | Co'Co'    | 1175 kW          | 1952–1956 |                            |
| RSD-7       | DL-600, DL-600A          | Co'Co'    | 1655 kW, 1765 kW | 1954–1956 |                            |
| RSD-12      | DL-702                   | Co'Co'    | 1325 kW          | 1956–1963 |                            |
| RSD-15      | DL-600B                  | Co'Co'    | 1765 kW          | 1956–1960 |                            |
| RSD-17      | DL-624                   | Co'Co'    | 1765 kW          | 1957      |                            |
| RSD-35      | DL-535 DL-535E           | Co'Co'    | 880 kW           |           | Einsatz bei NdeM und WP&YR |

### Century-Serie

#### Vierachsige Lokomotiven
| Bezeichnung | Ausführung | Achsfolge | Leistung | Baujahre  | Bemerkung                  |
| ----------- | ---------- | --------- | -------- | --------- | -------------------------- |
| C-415       | -          | Bo'Bo'    | 1105 kW  | 1966–1968 |                            |
| C-420       | DL-421A    | Bo'Bo'    | 1470 kW  | 1963–1968 |                            |
| C-424       | DL-640A    | Bo'Bo'    | 1765 kW  | 1963–1967 |                            |
| C-425       | DL-640B    | Bo'Bo'    | 1840 kW  | 1964–1966 |                            |
| C-430       | DL-430(2)  | Bo'Bo'    | 2205 kW  | 1966–1968 |                            |
| M-420       | -          | Bo'Bo'    | 1470 kW  | 1973–1977 |                            |
| M-420B      | -          | Bo'Bo'    | 1470 kW  | 1975      | führerstandslose Einheiten |
| M-420R      | -          | Bo'Bo'    | 1470 kW  | 1974–1975 |                            |
| M-420TR     | -          | Bo'Bo'    | 1470 kW  | 1972      |                            |
| M-420TR-2   | -          | Bo'Bo'    | 1470 kW  | 1975      |                            |
| M-424W      | -          | Bo'Bo'    | 1765 kW  | 1980–1981 |                            |

#### Sechsachsige Lokomotiven
| Bezeichnung | Ausführung | Achsfolge | Leistung | Baujahre  | Bemerkung |
| ----------- | ---------- | --------- | -------- | --------- | --------- |
| C-628       | DL-628     | Co'Co'    | 2020 kW  | 1963–1968 |           |
| C-630       | DL-630     | Co'Co'    | 2205 kW  | 1965–1969 |           |
| C-636       | DL-636     | Co'Co'    | 2650 kW  | 1967–1968 |           |
| M-630       | -          | Co'Co'    | 2205 kW  | 1969–1973 |           |
| M-636       | -          | Co'Co'    | 2650 kW  | 1969–1975 |           |
| M-640       | -          | Co'Co'    | 2940 kW  | 1971      |           |

#### Achtachsige Lokomotiven
| Bezeichnung | Ausführung | Achsfolge        | Leistung | Baujahre | Bemerkung                |
| ----------- | ---------- | ---------------- | -------- | -------- | ------------------------ |
| C-855       | DL-855     | (Bo'Bo')(Bo'Bo') | 4045 kW  | 1964     |                          |
| C-855B      | DL-856     | (Bo'Bo')(Bo'Bo') | 4045 kW  | 1964     | führerstandslose Version |

### HR-Serie
| Bezeichnung | Ausführung | Achsfolge | Leistung | Baujahre | Bemerkung |
| ----------- | ---------- | --------- | -------- | -------- | --------- |
| HR-412      | -          | Bo'Bo'    | 1470 kW  | 1981     |           |
| HR-616      | -          | Co'Co'    | 2205 kW  | 1982     |           |

### Lokomotiven mit geschlossenem Aufbau
| Bezeichnung         | Ausführung                         | Achsfolge  | Leistung         | Baujahre   | Bemerkung                                           |
| ------------------- | ---------------------------------- | ---------- | ---------------- | ---------- | --------------------------------------------------- |
| GM&N Nr.352 bis 354 | -                                  | 2'Bo'      | 440 kW           | 1935, 1937 | Triebkopf für GM&N „The Rebel“                      |
| -                   | DL-103b                            | (A1A)(A1A) | 1470 kW          | 1940       | CRI&P Nr. 624                                       |
| -                   | DL-105                             | (A1A)(A1A) | 1470 kW          | 1940       | GM&O Nr. 270 und 271                                |
| -                   | DL-107                             | (A1A)(A1A) | 1470 kW          | 1940       | CRI&P Nr. 622 und 623                               |
| -                   | DL-109                             | (A1A)(A1A) | 1470 kW          | 1940–1945  |                                                     |
| -                   | DL-110                             | (A1A)(A1A) | 1470 kW          | 1941–1942  | führerstandslose Einheiten                          |
| -                   | DL-202                             | Bo'Bo'     | 1105 kW          | 1945       | „Black Maria“, Boostereinheit war Ausführung DL-203 |
| FA-1                | DL-208, DL-208A, DL-208 B, DL-208C | Bo'Bo'     | 1105 kW, 1175 kW | 1946–1950  |                                                     |
| FB-1                | DL-209, DL-209A, DL-209 B, DL-209C | Bo'Bo'     | 1105 kW, 1175 kW | 1946–1950  | führerstandslose Einheiten                          |
| FA-2                | DL-212, DL-212A                    | Bo'Bo'     | 1175 kW          | 1950–1956  |                                                     |
| FB-2                | DL-213, DL-213A                    | Bo'Bo'     | 1175 kW          | 1950–1956  | führerstandslose Einheiten                          |
| FPA-2               | DL-212, DL-212A                    | Bo'Bo'     | 1175 kW          | 1950–1956  |                                                     |
| FPB-2               | DL-213, DL-213A                    | Bo'Bo'     | 1175 kW          | 1950–1956  | führerstandslose Einheiten                          |
| FPA-4               | DL-218                             | Bo'Bo'     | 1325 kW          | 1958–1959  |                                                     |
| FPB-4               | DL-219                             | Bo'Bo'     | 1325 kW          | 1958–1959  | führerstandslose Einheiten                          |
| PA-1                | DL-304, DL-304A, DL-304B           | (A1A)(A1A) | 1470 kW          | 1946–1949  |                                                     |
| PB-1                | DL-305, DL-305A, DL-305B           | (A1A)(A1A) | 1470 kW          | 1946–1949  |                                                     |
| PA-2                | DL-304C, DL-304D                   | (A1A)(A1A) | 1655 kW          | 1950–1953  |                                                     |
| PB-2                | DL-305C, DL-305D                   | (A1A)(A1A) | 1655 kW          | 1950–1953  |                                                     |

## Sonstige Lokomotiven

### Diesel-hydraulischer Antrieb
| Bezeichnung | Ausführung | Achsfolge | Leistung | Baujahre | Bemerkung                                                                            |
| ----------- | ---------- | --------- | -------- | -------- | ------------------------------------------------------------------------------------ |
| DH-643      | DH-400     | C'C'      | 3165 kW  | 1964     | Versuchslokomotive mit dieselhydraulischem Antrieb für die Southern Pacific Railroad |

### Militärlokomotive
| Bezeichnung | Ausführung | Achsfolge | Leistung | Baujahre | Bemerkung |
| ----------- | ---------- | --------- | -------- | -------- | --------- |
| MRS-1       | E-1670     | Co'Co'    | 1175 kW  | 1953     |           |

### Triebzüge
| Bezeichnung | Ausführung | Achsfolge | Leistung | Baujahre  | Bemerkung    |
| ----------- | ---------- | --------- | -------- | --------- | ------------ |
| MLW M-429   | -          | Bo'Bo'    | 2130 kW  | 1973      | LRC-Prototyp |
| MLW M-437   | -          | Bo'Bo'    | 2740 kW  | 1980–1984 | LRC          |

## Exportlokomotiven
| Bezeichnung         | Ausführung | Achsfolge                  | Leistung | Baujahre | Bemerkung            |
| ------------------- | ---------- | -------------------------- | -------- | -------- | -------------------- |
| FPD3, FP3, FPC3     | DL-500     | Co'Co', Bo'Bo', (A1A)(A1A) |          |          |                      |
| FPD5, FP5, FPC5     | DL-500A    | Co'Co', Bo'Bo', (A1A)(A1A) |          |          |                      |
| FPD6, FP6, FPC6     | DL-500B    | Co'Co', Bo'Bo', (A1A)(A1A) |          |          |                      |
| FD8                 | DL-500B1   |                            |          |          |                      |
| FPD7, FP7, FPC7     | DL-500C    | Co'Co', Bo'Bo', (A1A)(A1A) |          |          |                      |
| FPD7                | DL-500CI   | Co'Co'                     |          |          | Version für Indien   |
| FPD7                | DL-500CP   | Co'Co'                     |          |          | Version für Pakistan |
| FD9                 | DL-500D    |                            |          |          |                      |
| FPD9                | DL-500G    | Co'Co'                     |          |          |                      |
| FPD9                | DL-500S    | Co'Co'                     |          |          |                      |
| FD9                 | DL-503S    |                            |          |          |                      |
| C515                | DL-515     |                            |          |          |                      |
| C515                | DL-515I    |                            |          |          | Version für Indien   |
| RSD8                | DL-521     |                            |          |          |                      |
| -                   | DL-522G    |                            |          |          |                      |
| RSD9                | DL-530     |                            |          |          |                      |
| RSD8                | DL-531     |                            |          |          |                      |
| RSC8                | DL-531A    |                            |          |          |                      |
| RSD26               | DL-531B    |                            |          |          |                      |
| RSD26               | DL-531G    |                            |          |          |                      |
| RS8                 | DL-532     |                            |          |          |                      |
| RS8                 | DL-532B    |                            |          |          |                      |
| RSD8                | DL-533     |                            |          |          |                      |
| RSC31, RSD31        | DL-534     |                            |          |          |                      |
| RSD30               | DL-535     |                            |          |          |                      |
| RSD30               | DL-535A    |                            |          |          |                      |
| RSD39               | DL-535B    |                            |          |          |                      |
| -                   | DL-535C    |                            |          |          |                      |
| -                   | DL-535E    |                            |          |          |                      |
| RSD35               | DL-535M    |                            |          |          |                      |
| -                   | DL-535S    |                            |          |          |                      |
| -                   | DL-535T    |                            |          |          |                      |
| RS30                | DL-536     |                            |          |          |                      |
| -                   | DL-536B    |                            |          |          |                      |
| -                   | DL-537     |                            |          |          |                      |
| -                   | DL-539     |                            |          |          |                      |
| RSD16               | DL-540     |                            |          |          |                      |
| RS20, RSC20, RSD20  | DL-541     |                            |          |          |                      |
| -                   | DL-542     |                            |          |          |                      |
| RSCC8, RSD14, RSD34 | DL-543     |                            |          |          |                      |
| -                   | DL-543A    |                            |          |          |                      |
|                     | DL-544     |                            |          |          |                      |
| S14                 | DL-550     |                            |          |          |                      |
|                     | DL-550K    |                            |          |          |                      |
| RSC25               | DL-551     |                            |          |          |                      |
| RSD30               | DL-551B    |                            |          |          |                      |
| RSD29               | DL-560     |                            |          |          |                      |
| RSD29               | DL-560A    |                            |          |          |                      |
| RSD29               | DL-560B    |                            |          |          |                      |
| RSD29               | DL-560C    |                            |          |          |                      |
| RSD29               | DL-560D    |                            |          |          |                      |
| -                   | MX-615     |                            |          |          |                      |
| -                   | MX-620     |                            |          |          |                      |
| -                   | MX-624     |                            |          |          |                      |
| -                   | MX-626     |                            |          |          |                      |
| -                   | MX-627     |                            |          |          |                      |
| -                   | MX-636     |                            |          |          |                      |
| -                   | MXS-620    |                            |          |          |                      |
| -                   | MXS-624    |                            |          |          |                      |
| -                   | MXS-627    |                            |          |          |                      |